# 18939 Sariancel
18939 Sariancel è un asteroide della fascia principale. Scoperto nel 2000, presenta un'orbita caratterizzata da un semiasse maggiore pari a 3,1214174 UA e da un'eccentricità di 0,1084599, inclinata di 0,14557° rispetto all'eclittica.